# Idrossimetilglutaril-CoA reduttasi (NADPH)
La idrossimetilglutaril-CoA reduttasi (NADPH) è un enzima appartenente alla classe delle ossidoreduttasi, che catalizza la seguente reazione:
(R)-mevalonato + CoA + 2 NADP+ ⇄ (S)-3-idrossi-3-metilglutaril-CoA + 2 NADPH + 2 H+
L'enzima è inattivato dalla idrossimetilglutaril-CoA reduttasi (NADPH)-chinasi (numero EC 2.7.11.31) e riattivato dalla idrossimetilglutaril-CoA reduttasi (NADPH)-fosfatasi (numero EC 3.1.3.47).